# Acacia eriocarpa
Acacia eriocarpa é uma espécie de leguminosa do gênero Acacia, pertencente à família Fabaceae.